# Camponotus korthalsiae
Camponotus korthalsiae är en myrart som beskrevs av Carlo Emery 1887. Camponotus korthalsiae ingår i släktet hästmyror, och familjen myror.

## Underarter
Arten delas in i följande underarter:
- C. k. concilians
- C. k. korthalsiae